# 蓮沼 (三種町)
蓮沼（はすぬま）は、秋田県山本郡三種町浜田にある沼である。法的書類では「橋沼」であるが、土地の人は「ハスヌマ」と発音し、沼の近くにある神社も「蓮沼神社」とある。しかし、菅江真澄の記録にも明確に橋沼の文字が記録され、怪物が離れていた沼口に1夜にして橋をかけたので橋沼という地名説話まで記録している。

## 沼の構造
蓮沼は2重構造になっていて、東側の大部分を占めている外沼は極めて浅く、耕作用水を放出すると沼尻の方は干上がって来て、中央部も決して深くない。西側の内沼の方は小さいが、水が深く水源の湧水でもあるのか、土地の伝えでは底なしの水泥でかつて測定したが、1千尺の糸でもとうてい底に至らなかったという夢のような話まである。外沼と内沼の境界には水連などが橋のように列整して、しかもそこには通常見えない畷のようなものが水中に横たわっている。一部の地図では沼の中央が最深とする地図が存在するがそれは誤りである。内沼は蓮沼神社の信仰と直接関係があり、禁足の聖地となっており、八郎潟の漁師が大漁を祈願して網にかかった大きな魚を放流するので沢山の魚が生息しているが、信仰上からの禁漁地となっていた。それでもなお沼の魚を食べて死んだものがあり、神の罰と考えられている。1970年代の国土地理院の航空写真では畷がはっきりと写っている。

## 菅江真澄の記録
1804年（文化7年）菅江真澄は蓮沼の付近を通りそれを『男鹿の秋風』に書いている。
11日、ひなたながね（日向山）、右に大曲の部落、あるいは萱刈沢の村を見ながら蓮沼という湖のような大池の岸に出た。名にいうその蓮はまったく見えず、勝又の池のようだと独り言をしながら、案内の赤黒い口ひげがむくむくとした男に尋ねると「蓮はあそこに生えています。ごらんなさい。山の人というあやしげなものが来てかけわたした土橋があります」という。そして葦の生え茂っているなかに見え隠れに鴨が群れ、餌をあさっているのを煙る煙管を差し伸べて「あれだ」と教えた。この野路は他の草は全く無く、イグサという草ばかりが生え茂り。青むしろを踏んでいく心地がした。この草をまぐさに刈る童がおり、また浜の田を刈る女性がいた。

## 蓮沼神社

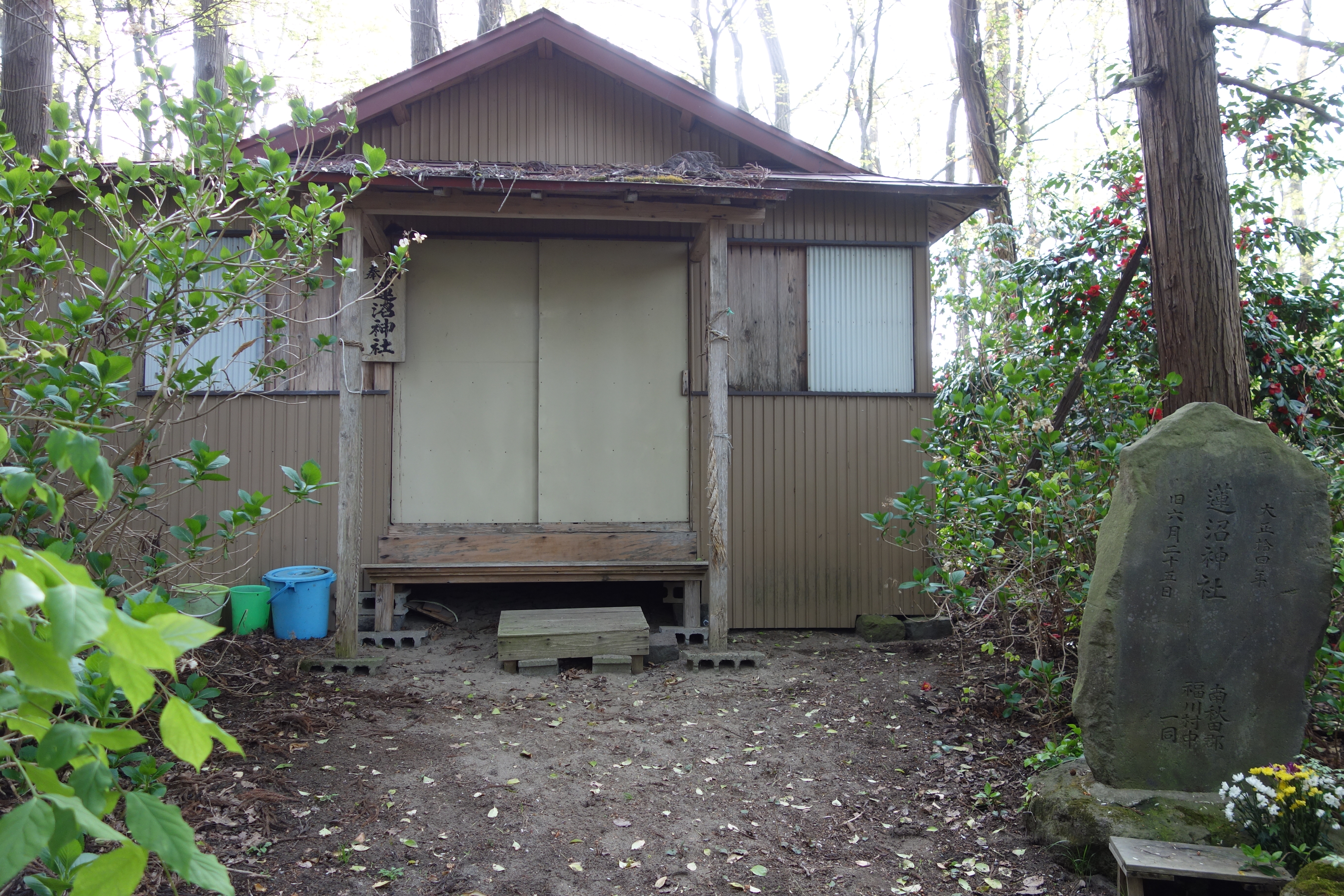
蓮沼神社

蓮沼の近く（三種町浜田字蓮沼下）にある蓮沼神社に祀られている神は、天神、アメノミクマリである。更に「八竜大神」が祀られている。しかし、この八郎太郎を祀っているグループは日蓮宗関係のグループであり、秋田市寺内高野の新国道高野橋の近くにも「八郎大神」の祭祀地を持っていて、八郎潟の干拓のために他の適地を探していたところ、この神社に白羽の矢を立てたものであった。したがって「八竜大神」は最近新来の神であり、元々この沼の主の「竜神」が祀られていたが、明治期になって八郎潟の潟畔近くに鎮座していた天神や、八郎太郎までもが八郎潟の干拓により一部の人によってこの神社に合祀させられることになった。元々この神社で祀られていた竜神とは伝説で語られるこの沼に投身して竜と化した一人の若い女性であった。
その女性は南秋田郡琴浜村地区の生まれ（払戸生まれで福米沢に親類がある娘。あるいは福米沢生まれの娘で、茂平の家の娘でたつ子土地の人はタッコと呼んでいる娘などの別伝がある）で桧山の殿様の多賀谷家（桧山では神馬家という別伝がある）に奉公に行っていたが、毎朝彼女が受け持ちとして洗っていた湯釜（茶釜とも）の蓋を落とし、探したが見つからず叱られることを恐れれ脱出しこの沼に投身して竜になったという。（主家から逃げ途中福米沢の親類に立ち寄って払戸の実家に帰ったが、主家に戻るようにさとされて桧山に戻る途中で身をはかなんで投身したとも、蓋には竜の彫り物があったが彼女はそれと毎朝接しているうちにその竜と通感するようになり正家に戻る途中蓮沼で水鏡をしたら自分の姿が竜になっていたので入水したともいう）彼女の行方を探した主家と生家の人々は蓮沼のところで傘と下駄を確認したのでその入水を知り、冥福を念じた。すると大竜巻がおこり大雨が降ってきた。以降、干ばつのときにはこの沼で女竜に雨乞いをすると帰路には必ず雨が降ってくるようになった。
桧山の河田駒雄は1962年11月9日に次のような記録を残している。元禄時代、男鹿の福目沢村に生まれ容色うるわしく天賦の才能に恵まれた女で名をお竜という者がいた。13歳の頃家を離れてはるばる鰄渕という村の浅野某という神主の女中になっていた。1年も過ぎてから桧山の郷士神馬多右衛門といって津軽候の御本陣である家に来て女中勤めをするようになった、まめまめしく働き受けもよく1年2年はまたたくまに過ぎていった。お竜は誰よりも早起きをして庭の池畔で茶釜を洗い磨き、それから水面で己の姿を写し髪形を整えてから家に入るのが日課だった。ある初夏の朝いつも通りに釜を洗っていると蓋を池の中に落としてしまった。探しているうちに、ふと水面に写った己の姿を見るとうってかわって蛇神になっていた。彼女は驚き、直ちに桧山の地を離れ浜田村の蓮沼に意を決して沼の奥深くに入って行った。主家の人々はお竜の姿が見当たらないのに不審をいだいた。寝室をのぞくと1通の遺書がある。羽州街道を髪を振り乱しながら走り続ける女がいた事をきき、その後を追うように沼を探すと蓮沼に入ったらしいとの村人のしらせがあった。そこにたどりつくと、衣装がすっかり脱ぎ捨ててある。ここが最後の彼女の棲家となったものと断念して一行は桧山に戻った。ある夏の夜、主人の夢の中にお竜が出てくる。7日目の夜、初めて「私は長い間ご御を受けたお竜の霊です。訳あって、蛇神となり蓮沼の水底に棲む境遇になりました。生前のご御のお返しに旱魃のときには雨を差し上げ身の罪業を滅します」と言い、消え去った。ある年、旱魃の年があった。主人はお竜の霊夢のことを思い出し、村人に事のいわれを語り、儀式の準備をした。お竜が愛用した茶釜を神前に供えひたすら願い奉り、7日満願の朝、神前に勢ぞろいした数百人の人々は6尺近いぬさを肩にして蓮沼に急いだ。蓮沼で湯立神楽を奉納した後、若者が「ぬさ」を肩に沼に入り、底知らずの場所といわれるところに大ぬさをおさめると、見る見る水中に沈んでいく。儀式を行うと、大粒の雨が降ってきた。以後、日照りの時は雨乞いの祭事は今日まで伝えられ、必ず降雨を見るという不思議となっている。蓮沼に収められた桧山や福米沢のぬさは決して浮かぶことはなく、ほかの村々のものは浮かび流れるという。昭和27-28年頃にこの最後の行事が行われた。このときのことは河田駒男が解説つきで放送した。雨請い行事には桧山から馬上の者（巫女、神主、奉幣者など）を擁して山道を行列をして来る。福米沢の方からは八郎潟湖上を船で移動し、浜田で上陸する習わして、福米沢の方が3日後に来る習わしであるという。御幣がまっすぐに吸い込まれるときには祈願成就し、立たずに流れるときには神意嘉納しないしるしであるという。昭和27-28年に最後の雨請いをした際の費用は、大体20万円ほどであったという。
檜山の雨乞いは6月25日に神馬多右衛門の屋敷跡で行われる。女中が蓋を落としたという釜を小祠の前に置き、溝中の人たちが集まり神官が祝詞をいただいて祭事を済ませた。かつては日照りが続くと蓮沼に行った。それは部落をあげての盛大なものであった。大正期には大正2年6月30日、同7月23日、大正14年6月12日、大正15年6月10日に行われた。昭和期には7年、17年、18年、20年、24年に行われ32年7月5日に行われたのが最後であった。泳ぎ手は「お竜に引かれるから」と必ず妻帯者があたり、1週間妻と違う部屋に寝て精進潔斎した。馬5頭には神官3人、巫女、泳ぎ手が乗り、残りは歩いて蓮沼に向かった。志戸橋までは羽州街道を行き、志戸橋の西側の裏手を周り羽立の途中でお竜が最初に入ったといわれる沼で一休みして、羽立を過ぎ鵜川から大曲を過ぎ蓮沼に到着した。神主が祝詞をあげ、巫女が舞をまい、それから泳ぎ手が沼に入る。泳ぎ手は真新しい褌や着衣、ハチマキを身に着け、5-6尺の長さの御幣を片手に、もう一つの手に檜山川で取った生きた魚を持って沼に入った。途中で魚を沼に放ち、背が立たなくなると御幣を濡らさないように高く掲げて沼の中央を目指し泳いだ。中央に近づくと参加者が「そこだ」と声をかけ、泳ぎ手が御幣を水につきたてると御幣は不思議なことに見る間に沼に吸い込まれていった。蓮沼は多くの村で雨乞いに行った。
桧森家に伝わる話では、先祖が若衆と沼のほとりで夏草を刈っていると、鎌の先からポンと石が舞い上がりそれが3、4回続いた。先祖は「不思議な石だ。これは大切にしなければ」と家に持ち帰り東と西の蔵の真ん中の奥に生え茂るクルミの木の根本にお堂を建てて安置した。そうすると夜な夜な「ゴーン、ゴーン」という音が聞こえた。先祖は「これは蓮沼の霊かもしれない。沼が恋しいのでは」と思い、拾った場所に神社を建立して大切に祀ったところ家のお堂から音がしなくなった。
この蓮沼の伝説を題材に旧八竜町では、八竜ミュージカル「蓮沼物語」として1999年（平成11年）に上演した。